# Бірмінгемський університет
Бірмінге́мський університе́т (англ. University of Birmingham, лат. Universitas Birminghamiensis) — один із найбільших та найпрестижніших університетів Великої Британії і світу. Розташований у центральній частині міста Бірмінгем, Англія. Входить до складу елітної Расельської групи, а також є головним і найстарішим серед «університетів із червоної цегли» Великої Британії.
Кількість студентів перевищує 30 тисяч осіб, а площа головного кампусу становить 330 га, завдяки чому Бірмінгемський університет є найбільшим навчальним закладом у центральній Англії.
Станом на 2007 рік Бірмінгемський університет займає 4-ту позицію у рейтингу найпопулярніших серед абітурієнтів університетів Великої Британії із середнім показником у 9 претендентів на місце, при тому, що бюджетних місць, як і у всіх вишах країни, у ньому немає. Університет входить до десятки найкращих університетів Великої Британії і до 60 найкращих у світі.

## Видатні випускники і викладачі

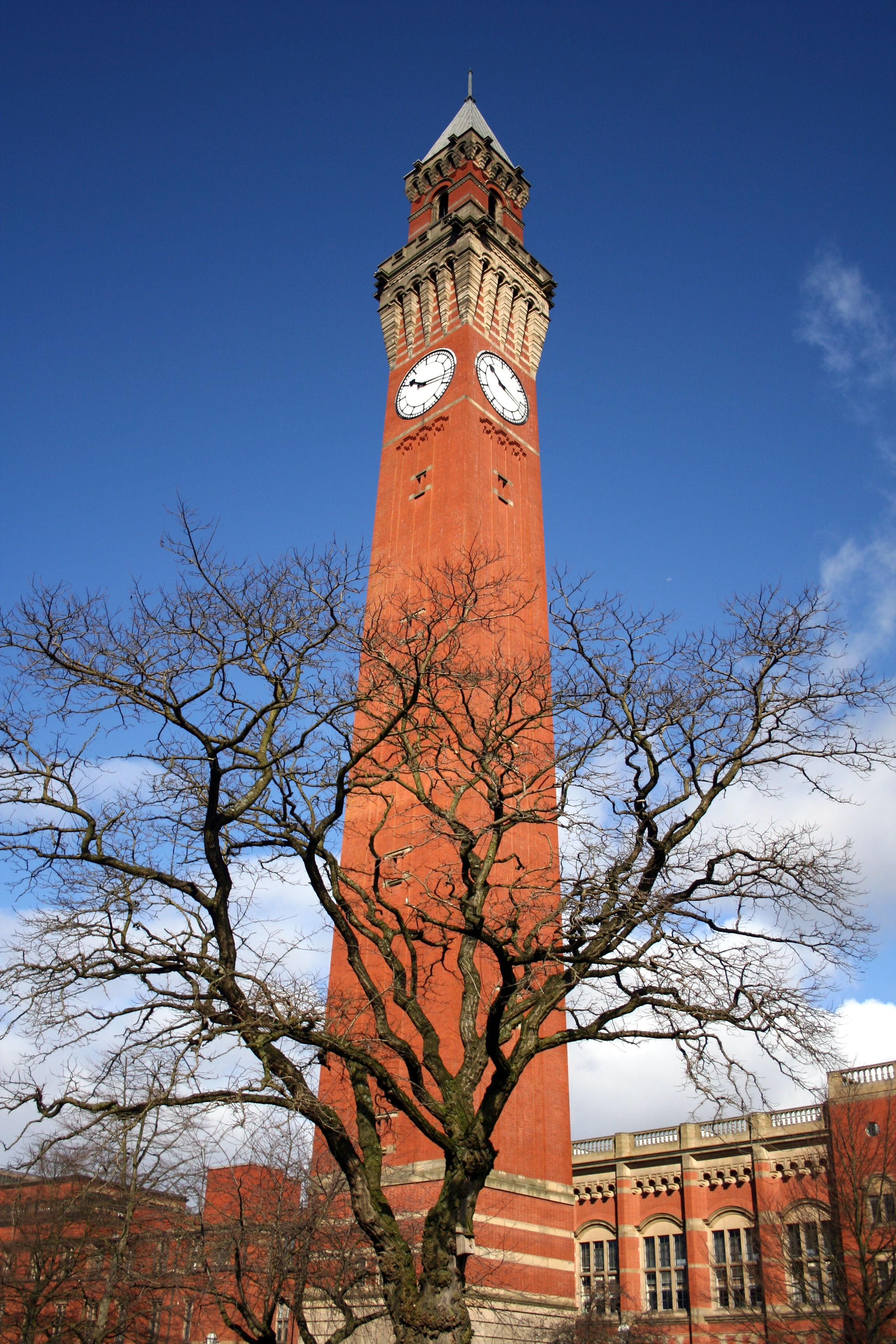
Один із символів університету — вежа пам'яті Джозефа Чемберлена, «Старий Джо»: найвища у світі окрема годинникова вежа

Серед випускників Бірмінгемського університету 8 лауреатів Нобелівської премії.
- Джозеф Чемберлен — ректор університету, за якого університету була видана Королівська хартія. Був мером Бірмінгема, державним секретарем у справах торгівлі. З 1895 до 1903 року — генеральний керівник британськими колоніями. Батько Невілла Чемберлена
- Невілл Чемберлен — 60-й прем'єр-міністр Великої Британії у 1937—1940 роках.
- Стенлі Болдвін — 55-й (1923—1924), 57-й (1924—1929) та 59-й (1935—1937) прем'єр-міністр Великої Британії.
- Френсіс Вільям Астон — англійський фізик, член Лондонського королівського товариства (1921), лауреат Нобелівської премії з хімії (1922). У 1919 році сконструював мас-спектрометр, за допомогою якого Астон відкрив 213 стійких ізотопів хімічних елементів, побудував першу криву пакувальних коефіцієнтів, що характеризує енергію зв'язку атомних ядер.
- В. Еймос — державний секретар з міжнародного розвитку (2003), лідер палати лордів (2003—2007), посол Великої Британії в Австралії (2009 — дотепер).
- Р. Ху Тсю Тау — глава Монетного Двору Сінгапуру (1983), міністр фінансів Сінгапуру (1985—2001), президент сінгапурського відділення Shell.
- Лорд Роберт Сесіл — ректор Бірмінгемського університету (1918—1944), лауреат Нобелівської премії миру 1937 року.
- Ч. Ліанг'ю — 12-й мер Шанхая.
- П. Крісті — прем'єр-міністр Багамських Островів.
- Д. Мутаса — міністр державної безпеки Зімбабве (2005—2009), керівник адміністрації президента Зімбабве (2009 — дотепер).
- Барон Ерік Ролл — директор Банку Англії (1968—1977), генеральний директор газети «Таймс».
- Е. Відкомб — британський політик, міністр внутрішніх справ (1995—1997), тіньовий міністр охорони здоров'я (1998—1999), тіньовий міністр внутрішніх справ (1999—2001).
- П. Баллок — лауреат Нобелівської премії миру 2007 року за праці в галузі збереження ґрунтів і глобальних змін клімату.
- А. Гіндаві — міністр економічного розвитку Йорданії.
- Моріс Вілкінс — біофізик, лауреат Нобелівської премії з фізіології та медицини 1962 року «за відкриття стосовно молекулярної структури нуклеїнових кислот та їх значення для передачі інформації у живій матерії».

- Пітер Медавар — англійський біолог, лауреат Нобелівської премії з фізіології та медицини 1960 року за праці з росту та старіння організму, його реакціям на пересадки тканин. Член Лондонського королівського товариства (1949).
- Джон Генрі Пойнтінг — розробив теорію вектора Пойнтінга, вперше у світі обчислив вагу Землі.
- Майкл Девід Джексон — британський генерал, глава Збройних сил Великої Британії (2003—2008).
- Сер Л. Дональдсон — Головний санітарний лікар Великої Британії (1998 — дотепер).
- Б. Коккрофт — Головний стоматолог Англії (2005 — дотепер).
- Марк Оліфант — австралійський фізик-експериментатор, відкривач тритію. Відіграв одну з ключових ролей у створенні ядерної зброї США й Великої Британії. У 1937—1950 роках — професор фізики у Бірмінгемському університеті, де створив один з перших у світі синхрофазотронів[15].
- Сер Домінік Кедбері — чинний ректор Бірмінгемського Університету. З 1983 до 1993 року працював виконавчим директором компанії Cadbury, а потім заступником генерального директора медіагіганта EMI. Онук Джорджа Кедбері, засновника шоколадної династії Cadbury.
- Джон Роберт Вейн — британський фармаколог, лауреат Нобелівської премії з фізіології та медицини 1982 року за вивчення фармакологічних властивостей аспірину.
- Пол Нерс — британський біохімік, лауреат Нобелівської премії з фізіології та медицини 2001 року, нагороджений за відкриття регуляції клітинного циклу еукаріот цикліном та циклін-залежними кіназами. Президент Королівського товариства. Президент Рокфеллерського університету.
- Д. Келлі — експерт із біологічної зброї Міністерства оборони Великої Британії та ООН.
- М. Яо Чі — віцеспікер Сінгапурського Парламенту.
- Г. Орієм Окелло — Міністр закордонних справ Уганди. До цього був Міністром освіти та спорту. Син генерала Тіто Окелло, колишнього президента Уганди.
- Девід Гілл — президент футбольного клубу Манчестер Юнайтед, член ради директорів Футбольної асоціації Англії.
- Волтер Норман Говорт — англійський хімік-органік та біохімік, член Лондонського королівського товариства (1928), лауреат Нобелівської премії з хімії 1937 за синтез аскорбінової кислоти (вітамін С). За часів Другої світової війни брав участь у розробках, пов'язаних із атомною зброєю.
- Патрік Гед — один із засновників і керівників британської команди «Формули-1» WilliamsF1.
- М. Кі — генеральний директор O2, одного з найбільших стільникових операторів Великої Британії (2-й після Orange).
- Д. Ма Тао-Лі — Головний суддя Верховного Суду Гонконга.
- Саймон Ле Бон — британський співак і музикант, засновник і вокаліст групи Duran Duran.
- Принц Манучер Мірза — іранський принц. У 1950-х роках був директором «Національної іранської нафтової компанії» та одним з ініціаторів створення ОПЕК. Згодом став послом Ірану у Венесуелі.
- С. Бейкер — головний редактор журналу Cosmopolitan.
- Алан Елфорд — письменник, єгиптолог.
- Р. Нері Вела — перший та єдиний мексиканський космонавт.
- Сер Генрі Фоулер — британський інженер, упродовж багатьох років на початку XX століття був Генеральним інженером-конструктором в компанії LMS, яка управляла всіма залізничними коліями Лондона, Центральної Англії та Шотландії
- Е. Пол — була лідером американського руху за право жінок брати участь у голосуваннях. Завдяки їй було прийнято Дев'ятнадцяту поправку до Конституції США, яка дозволила жінкам голосувати. Була дружиною Честера Артура, 21-го Президента США.
- Мо Ібрагім — відомий африканський мільярдер[16] і підприємець, консультант (мобільні комунікації), автор Індексу Мо Ібрагіма.
- Браян Гарлі — відомий географ та історик картографії, навчався і працював в університеті Бірмінгема до переїзду у США.
- Джордж Гоморі — угорський письменник і поет, працював дослідником і бібліотекарем.

## Цікаві факти
- Прем'єр-міністрами Великої Британії ставали випускники тільки чотирьох університетів — Оксфордського, Кембриджського, Единбурзького та Бірмінгемського.
- У галереї факультету образотворчих мистецтв університету є оригінали[17] праць Ван Гога, Пікассо, Моне, Рубенса, Боттічеллі та багатьох інших видатних художників.
- Університетська вежа «Старий Джо» на 4 метри вища за Біг-Бен[18].
- Діапазон дисциплін, які вивчаються у Бірмінгемському університеті, настільки широкий, що поступається лише Кембриджському університету.
- Сер Астон Вебб, головний архітектор Бірмінгемського університету, був президентом Королівської академії мистецтв. Він також створив меморіал на честь королеви Вікторії, який розташований поблизу входу у Букінгемський палац, сучасний фасад якого також збудував Вебб.
- Перша у Британії заправна станція для автомобілів, що використовують водень замість бензину, з'явилась на території Бірмінгемського університету.
- Серед усіх навчальних закладів Великої Британії тільки у Бірмінгемського університету є своя залізнична станція.
- Бірмінгемський університет був першим у Великій Британії, куди абітурієнти вступали на рівних умовах, незалежно від їхнього віросповідання та соціального положення.
- Перший студентський гуртожиток для жінок у Великій Британії з'явився саме у Бірмінгемському університеті.
- У 1940 році два студенти університету винайшли прилад, здатний випромінювати мікрохвилі, що надалі призвело до розробки радара та побутової НВЧ печі.
- У Бірмінгемському університеті щотижня витрачається понад 1 мільйон фунтів на підтримку будівель і території[19].
- Бізнес-школа Бірмінгемського університету, заснована у 1902 році, є першою у Великій Британії.
- У 1858 році Томас Гем і Аугурьо Перера винайшли сучасний теніс у своєму будинку, який знаходиться неподалік від університету[20].
- У магістратурі Бірмінгемського університету навчається 80-річний студент[21].
- Університетська бібліотека є однією з найбільших у Великій Британії. У ній є унікальні видання Біблії 1566 року, Шекспіра, перші видання праць Чарльза Дікенса. Загалом, у бібліотеці зберігається понад 6 мільйонів книжок та рукописів, 120 тисяч із яких видані до XIX століття[22][23]. Якщо скласти усі книги з університетської бібліотеки одну на одну, вийде стопка у 8 разів вища за Еверест і практично сягає космосу[24].

## Фотогалерея

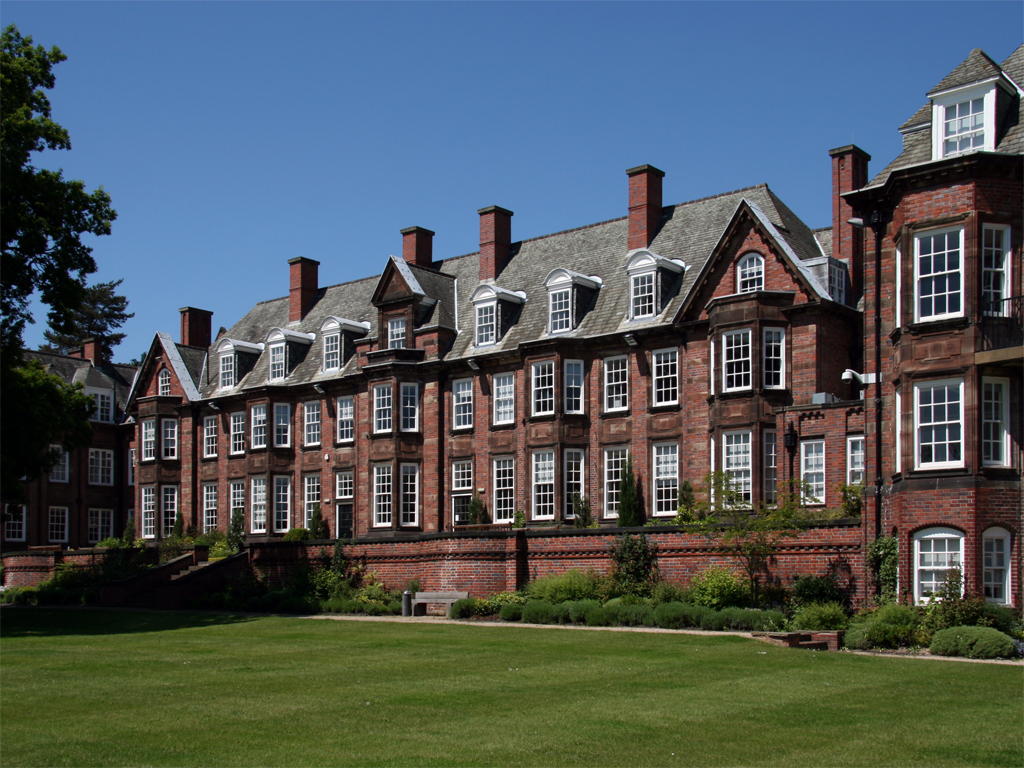
Будівля економічного факультету
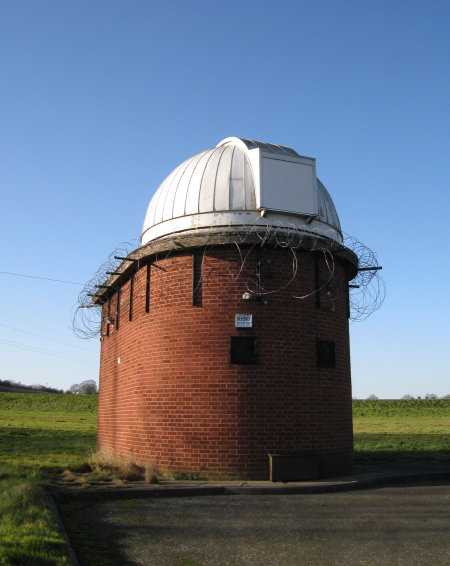
Університетська обсерваторія
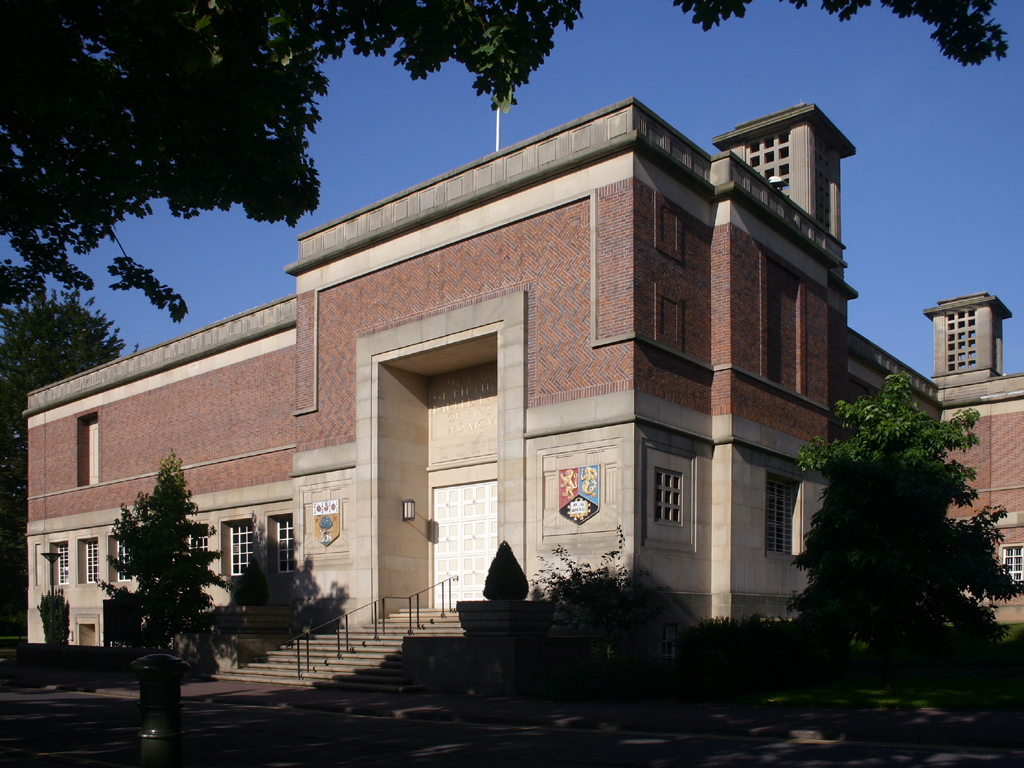
Факультет образотворчих мистецтв
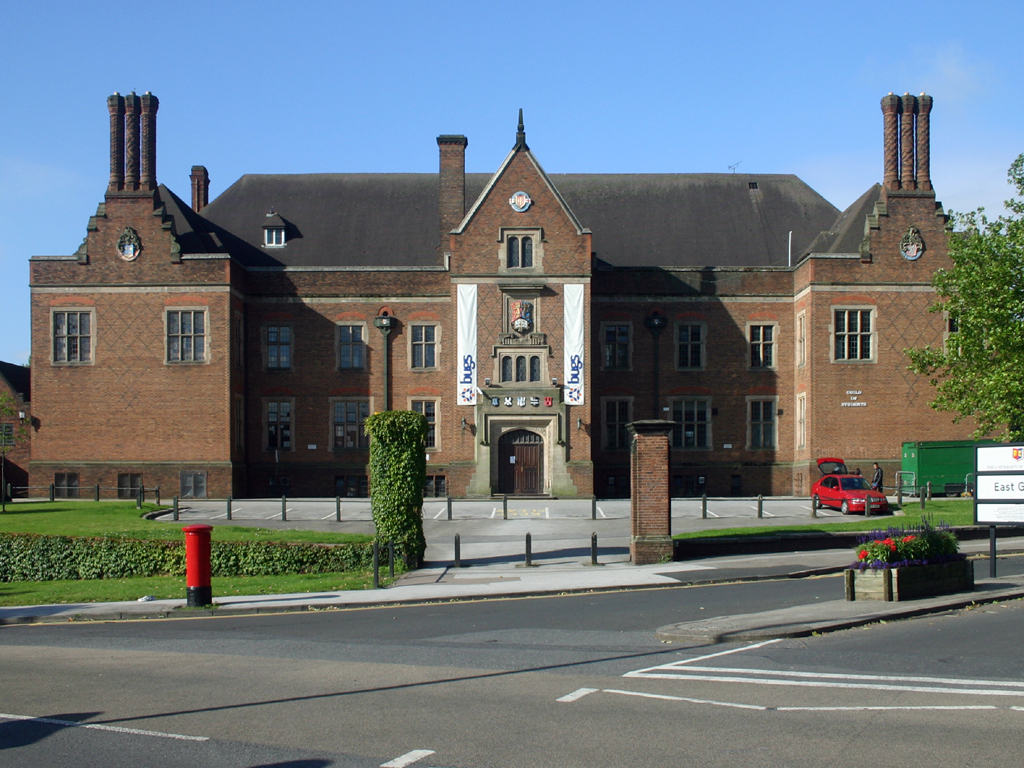
Будівля Студентського союзу